# وارن کلوها
وارن کلوها (به انگلیسی: Warren Kealoha) (زادهٔ ۳ مارس ۱۹۰۴) شناگر اهل ایالات متحده آمریکا است.